# Fando et Lis (pièce de théâtre)
Fando et Lis est une pièce de théâtre de Fernando Arrabal, publiée en 1957.
Fando et Lis, un couple-enfant éperdument amoureux, en quête d'une vie meilleure, fait route vers Tar, ville énigmatique semblant être un lieu rêvé, une sorte de paradis terrestre où les souffrances s’envoleraient. En chemin, ils rencontrent les « trois hommes au parapluie », personnages étranges venus d’ailleurs : Toso incarne la constance et la sagesse, Mitaro et Namur un couple incarnant la dualité et le conflit. Eux aussi se rendent à Tar, mais leurs interminables querelles retardent leur avancée.
Ce trio burlesque, « inconscient de Fando », accompagnera le jeune couple dans leur cheminement tragique.
La pièce a été adaptée au cinéma par Alejandro Jodorowsky en 1967, et à l'opéra par Benoît Menut en 2018.